# Again My Life
Again My Life (어게인 마이 라이프?, Eoge-in ma-i ra-ipeuLR) è una serie televisiva sudcoreana trasmessa su SBS TV dall'8 aprile al 28 maggio 2022, tratta dal romanzo ipertestuale omonimo di Lee Hae-nal.
Si è aggiudicata due SBS Drama Award, tra cui il premio all'alta eccellenza per un attore in una serie fantasy al protagonista Lee Joon-gi.

## Trama
Kim Hee-woo, un giovane procuratore, viene assassinato mentre cerca di far cadere Cho Tae-sub, un uomo politico corrotto, ma riceve dalla Triste Mietitrice l'opportunità di tornare indietro nel tempo di 15 anni, al 2007, per perseguire la giustizia.

## Personaggi e interpreti
- Kim Hee-woo, interpretato da Lee Joon-gi
- Cho Tae-sub, interpretato da Lee Geung-young
- Kim Hee-ah, interpretata da Kim Ji-eun
- Lee Min-soo, interpretato da Jung Sang-hoon

## Produzione
Il ruolo di Lee Min-soo era stato inizialmente accettato dall'attore Lee Kyu-han, che vi ha però rinunciato per motivi personali. Lee ha fatto poi un cameo nell'ultimo episodio nei panni di un avvocato corrotto.